# Franciszków (powiat radomski)
Franciszków – wieś w Polsce położona w województwie mazowieckim, w powiecie radomskim, w gminie Wolanów. Ma status sołectwa.
W skład sołectwa Franciszków wchodzi także kolonia Gawronie.
| SIMC    | Nazwa    | Rodzaj                    |
| ------- | -------- | ------------------------- |
| 0641319 | Gawronie | przysiółek (do roku 2024) |

W latach 1975–1998 miejscowość należała administracyjnie do województwa radomskiego.
Wierni Kościoła rzymskokatolickiego należą do parafii św. Doroty w Wolanowie.